# منتخب غانا الأولمبي لكرة القدم
منتخب غانا الأولمبي لكرة القدم  هو ممثل غانا الرسمي في المنافسات الدولية في كرة القدم 
.